# Тельо Венето
Тѐльо Вѐнето (на италиански: Teglio Veneto; на фриулски: Tei, Тей, на венециански: Tejo, Тейо) е село и община в Северна Италия, провинция Венеция, регион Венето. Разположено е на 9 m надморска височина. Населението на общината е 2289 души (към 2014 г.).